# Ярівська сільська рада (Хотинський район)
Я́рівська сільська́ ра́да — адміністративно-територіальна одиниця та орган місцевого самоврядування в Хотинському районі Чернівецької області. Адміністративний центр — село Ярівка.

## Загальні відомості
- Населення ради: 1 223 особи (станом на 2001 рік)

## Населені пункти
Сільській раді підпорядковані населені пункти:
- с. Ярівка

## Склад ради
Рада складається з 20 депутатів та голови.
- Голова ради: Погоріловський Іван Федорович
- Секретар ради: Доскальчук Ксенія Михайлівна

### Керівний склад попередніх скликань
| Прізвище, ім'я, по батькові   | Основні відомості                                                         | Дата обрання | Дата звільнення |
| ----------------------------- | ------------------------------------------------------------------------- | ------------ | --------------- |
| Погоріловський Іван Федорович | Сільський голова, 1951 року народження, освіта вища, безпартійний         | 26.03.2006   | 31.10.2010      |
| Погоріловський Іван Федорович | Сільський голова, 1951 року народження, освіта вища, член Партії регіонів | 31.10.2010   |                 |

Примітка: таблиця складена за даними сайту Верховної Ради України

### Депутати
За результатами місцевих виборів 2010 року депутатами ради стали:

#### За суб'єктами висування
| Суб'єкт висування           | Кількість обраних депутатів | %  |
| --------------------------- | --------------------------- | -- |
| Самовисування               | 10                          | 50 |
| Партія регіонів             | 9                           | 45 |
| Комуністична партія України | 1                           | 5  |

#### За округами
| № округу                    | Прізвище, ім'я, по батькові       | Дата визнання обраним | Освіта             | Партійна приналежність            | Відомості про обраного депутата                      |
| --------------------------- | --------------------------------- | --------------------- | ------------------ | --------------------------------- | ---------------------------------------------------- |
| Комуністична партія України |                                   |                       |                    |                                   |                                                      |
| 5                           | Коршунов Іван Миколайович         | 31.10.2010            | вища               | член Комуністичної партії України | тимчасово не працює                                  |
| Партія регіонів             |                                   |                       |                    |                                   |                                                      |
| 1                           | Чаглєй Дмитро Кирилович           | 31.10.2010            | середня            | позапартійний                     | тимчасово не працює                                  |
| 6                           | Чаглій Віталій Петрович           | 31.10.2010            | середня            | член Партії регіонів              | тимчасово не працює                                  |
| 7                           | Гуцул Славік Іванович             | 31.10.2010            | середня спеціальна | член Партії регіонів              | тимчасово не працює                                  |
| 9                           | Погорилівська Ольга Порфирівна    | 31.10.2010            | середня спеціальна | член Партії регіонів              | фельдшерсько-акушерський пункт с. Ярівка, медсестра  |
| 10                          | Чобан Надія Іванівна              | 31.10.2010            | середня спеціальна | член Партії регіонів              | Ярівська сільська рада, головний бухгалтер           |
| 12                          | Грубняк Віталій Тимофійович       | 31.10.2010            | середня            | член Партії регіонів              | тимчасово не працює                                  |
| 13                          | Матвійчук Ігор Андрійович         | 31.10.2010            | середня            | позапартійний                     | тимчасово не працює                                  |
| 14                          | Доскальчук Світлана Олександрівна | 31.10.2010            | середня            | член Партії регіонів              | тимчасово не працює                                  |
| 18                          | Гасюк Валерій Володимирович       | 31.10.2010            | середня            | позапартійний                     | тимчасово не працює                                  |
| Самовисування               |                                   |                       |                    |                                   |                                                      |
| 2                           | Бамбуляк Олександр Іванович       | 31.10.2010            | середня            | позапартійний                     |                                                      |
| 3                           | Стратійчук Олена Володимирівна    | 31.10.2010            | середня            | позапартійна                      | магазин № 60 с. Ярівка, завідувачка магазину         |
| 4                           | Погоріловська Любов Феодосіївна   | 31.10.2010            | середня спеціальна | позапартійна                      | Ярівський дошкільний навчальний заклад, вихователька |
| 8                           | Стратійчук Олександр Іванович     | 31.10.2010            | вища               | позапартійний                     | тимчасово не працює                                  |
| 11                          | Доскальчук Ксенія Михайлівна      | 31.10.2010            | середня            | член Партії регіонів              | Ярівська сільська рада, секретар                     |
| 15                          | Фонарюк Єфимія Федорівна          | 31.10.2010            | середня спеціальна | позапартійна                      | тимчасово не працює                                  |
| 16                          | Вакарюк Анфіса Петрівна           | 09.01.2011            | середня            | член Партії регіонів              | Ярівський фельдшерсько-акушерський пункт, медсестра  |
| 17                          | Чобан Сергій Іванович             | 31.10.2010            | середня            | позапартійний                     | тимчасово не працює                                  |
| 19                          | Мацкуляк Маргарита Миколаївна     | 31.10.2010            | середня спеціальна | позапартійна                      | тимчасово не працює                                  |
| 20                          | Щур Валентина Петрівна            | 31.10.2010            | середня спеціальна | позапартійна                      | Будинок культури, директор                           |